# レキシー・マイナキー
レキシー・ロナルド・マイナキー（英語: Rexy Ronald Mainaky、1968年3月9日 - ）はインドネシアのバドミントン選手。1996年アトランタオリンピックの男子ダブルス金メダリスト。2009年に世界バドミントン連盟によって、殿堂入り選手となった。

## 経歴
主にリッキー・スバグジャとペアを組んで男子ダブルスで活躍。
1996年アトランタオリンピックでは金メダルを獲得。